# Paul Onuachu
Ebere Paul Onuachu (Owerri, 28 de Maio de 1994) é um futebolista nigeriano que atua como centroavante. Atualmente é jogador do Trabzonspor e da Seleção Nigeriana de Futebol.

## Carreira

### Midtjylland
Onuachu mudou-se para o clube dinamarquês FC Midtjylland em 2012 com uma bolsa de estudos da sua equipa afiliada na Nigéria, Ebedei. Ele foi um goleador prolífico na base e fez a sua estreia na equipe principal na derrota de 2-1 contra o Randers, antes de fazer a sua estreia na liga em dezembro de 2012. Em junho de 2013, ele assinou um novo contrato de três anos com o clube, antes de estendê-lo por mais três anos em agosto de 2015. No início de 2015, ele foi emprestado ao Vejle, antes de retornar ao FC Midtjylland antes da temporada 2015-16.
Onuachu ajudou o Midtjylland a conquistar o título da Superliga dinamarquesa duas vezes, em 2015 e 2018, e marcou o gol da vitória contra o Manchester United na primeira partida das oitavas de final da Liga Europa da UEFA de 2015–16, mas dois gols do estreante do United Marcus Rashford na segunda partida uma semana depois em Old Trafford fizeram o time inglês vencer por 5–1 e ficar 6–3 no agregado.

### Genk
Em agosto de 2019, ele assinou com o atual campeão da Jupiler Pro League, Genk, que havia acabado de nomear Felice Mazzù como treinador. Com 2,01 m de altura, Onuachu foi visto como uma transferência "atípica". Onauchu fez sua estreia em 1º de setembro de 2019 como substituto nos acréscimos em um empate por 1-1 contra o Club Brugge, e marcaria em seus próximos dois jogos da liga, começando na derrota por 1-2 contra o Royal Charleroi e na vitória por 3-1 sobre o Oostende.
A segunda temporada completa de Onuachu no Genk seria espetacular, terminando como artilheiro com 33 gols na liga (35 em todas as competições), ganhando o Golden Bull de artilheiro da Liga Profissional Belga, um feito que o viu nomeado Jogador do Ano da Liga Profissional em 2020-21, e vencedor da Chuteira de Ouro Belga de 2021 como o melhor jogador de futebol do ano. Onuachu também ganhou a Chuteira de Ébano de melhor jogador africano na Bélgica em 2020-21.
Onuachu marcou contra todos os 17 adversários da liga, marcando em quatro dos seis jogos da Champions Play-Off, ajudando a impulsionar o Genk para o segundo lugar na Primeira Divisão A da Bélgica de 2020-21 e vencendo a Final da Copa da Bélgica de 2021 por 2-1 contra o Standard de Liège. Sua soma de 33 gols foi a maior na primeira divisão belga desde a campanha de 39 gols de Erwin Vandenbergh, vencedor da Bota de Ouro da UEFA, pelo Lierse em 1980, e quebrou o recorde de gols do clube Genk de uma temporada de Wesley Sonck de 30, estabelecido em 2002-03.
A temporada seguinte viu a forma do Genk na liga sofrer devido à fragilidade defensiva no início da temporada, já que o técnico vencedor da Copa John van den Brom foi demitido no meio da temporada e substituído por Bernd Storck. O Genk chegou aos play-offs europeus, terminando atrás do Gent na tabela, terminando em sexto no geral. Onuachu foi o terceiro maior artilheiro da liga em 2021–22 com 21 gols, atrás de Deniz Undav do Union St-Gilloise com 26 e Michael Frey do Royal Antwerp com 24.
Ao marcar quatro gols contra o Royal Charleroi em 4 de novembro de 2022, Onuachu se tornou o primeiro jogador do Genk a atingir esse feito desde Sonck, em 2003. Onuachu marcou 16 gols na liga pelo Genk até o final de janeiro de 2023, com o Racing dez pontos à frente do Union St-Gilloise no topo da Liga Profissional Belga. Depois de expressar frustração anteriormente por não conseguir garantir uma mudança para uma das cinco ligas europeias mais ricas, Onuachu disse no início de janeiro de 2023 que estava determinado a ajudar o Genk a permanecer no topo e ganhar o título. Onuachu marcou duas vezes em seu jogo final pelo Genk, uma vitória por 4-0 sobre o último colocado Seraing, para mais uma vez impulsioná-lo ao primeiro lugar nas tabelas de pontuação da Liga Profissional, já que finalmente uma grande oferta foi feita pelo atacante nigeriano de um clube em uma liga principal.

### Southampton
Em 1 de fevereiro de 2023, Onuachu trocou o Genk, que buscava o título, pelo Southampton, clube da Premier League ameaçado pelo rebaixamento, em um contrato de três anos e meio. Em 4 de fevereiro de 2023, Onuachu fez sua primeira aparição na Premier League pelo Southampton em uma derrota por 3-0 contra o Brentford, substituindo Mohamed Elyounoussi no intervalo.

#### Empréstimo ao Trabzonspor
Em 11 de setembro de 2023, Onuachu se juntou ao Trabzonspor por um empréstimo de uma temporada. Ele marcou em sua estreia pelo clube em 17 de setembro de 2023 na vitória por 3-0 contra o Beşiktaş.

## Carreira internacional
Em 26 de março de 2019, Onuachu marcou seu primeiro gol pela Nigéria em um amistoso contra o Egito. O gol foi marcado nos primeiros dez segundos do jogo, e o mais rápido já marcado pela Nigéria. Após o gol, Onuachu foi anunciado como o "brinde do futebol nigeriano", com "seu treinador, companheiros de equipe, jornalistas e fãs falando sobre ele". Ele foi selecionado para a seleção da Nigéria para o Campeonato Africano das Nações de 2019. Ele jogou na vitória da Nigéria por 1-0 sobre o Burundi, quando as Green Eagles chegaram às semifinais, perdendo por 2-1 para a Argélia nas últimas quatro, depois derrotando a Tunísia por 1-0 na partida pela medalha de bronze.[carece de fontes?]
Em 12 de janeiro de 2024, ele foi convocado para a seleção nigeriana para o Campeonato Africano das Nações de 2023, na Costa do Marfim, substituindo o lesionado Umar Sadiq.

## Títulos

#### Midtjylland
- Superliga Dinamarquesa: 2014-15, 2017-18[carece de fontes?]
- Copa da Dinamarca: 2018-19[carece de fontes?]

#### Genk
- Copa da Bélgica: 2020-21[carece de fontes?]